# Trichoura torynopoda
Trichoura torynopoda là một loài ruồi trong họ Asilidae. Trichoura torynopoda được Londt miêu tả năm 1994. Loài này phân bố ở vùng nhiệt đới châu Phi.